# 維里夫
49°59′16″N 24°21′37″E / 49.98778°N 24.36028°E
維里夫（烏克蘭語：Вирів），是烏克蘭西部的村莊，隸屬利維夫州的利維夫區。該村始建於1425年，面積0.75平方公里，海拔高度228米，2021年人口279，人口密度每平方公里480人。